# Feuang
Feuang là một huyện (muang, mường) thuộc tỉnh Tỉnh Viêng Chăn ở trung Lào.